# 齊藤英治
齊藤 英治（さいとう えいじ、1971年 - ）は、日本の物理学者。専門は物性物理学。東京大学大学院工学系研究科物理工学専攻教授。東京都目黒区出身。

## 略歴
- 1990年 - 東京都立青山高等学校卒業[3]
- 1996年 - 東京大学工学部物理工学科卒業
- 1998年 - 東京大学大学院工学系研究科物理工学専攻修士課程修了
- 2001年 - 東京大学大学院工学系研究科物理工学専攻博士課程修了、博士（工学）の学位を取得
- 2001年 - 慶應義塾大学理工学部物理学科助手
- 2006年 - 慶應義塾大学理工学部物理情報工学科専任講師
- 2009年 - 東北大学金属材料研究所教授
- 2012年 - 東北大学原子分子材料科学高等研究機構教授
- 2014年 - 科学技術振興機構　ERATO「齊藤量子整流」総括
- 2015年 - 東北大学リサーチプロフェッサーの称号を付与
- 2017年 - Johannes Gutenberg Universität Mainz, Mainz Visiting Professor
- 2018年 - 東京大学大学院工学系研究科物理工学専攻教授

## 受賞歴
- 2002年 日本応用磁気学会武井賞
- 2005年 日本応用磁気学会論文賞
- 2008年 Sir Martin Wood Prize
- 2009年 丸文研究奨励賞
- 2009年 International Union of Pure and Applied Physics, Young Scientist Award
- 2011年 日本物理学会若手奨励賞
- 2011年 文部科学大臣表彰若手科学者賞
- 2011年 船井学術賞
- 2011年 日本学術振興会賞
- 2011年 日本学士院 学術奨励賞
- 2011年 日本IBM科学賞（物理学分野）
- 2012年 ドコモモバイルサイエンス賞
- 2014年 読売テクノフォーラム・ゴールドメダル
- 2015年 日本磁気学会出版賞
- 2016年 IEEE (magnetism),  Distinguished Lecturer
- 2017年 本多フロンティア賞
- 2017年 文部科学大臣表彰科学技術賞
- 2017年 Highly Cited Researchers  (Clarivate Analytics)
- 2018年 井上学術賞
- 2018年 Highly Cited Researchers  (Clarivate Analytics)
- 2019年 Highly Cited Researchers  (Clarivate Analytics)
- 2020年 Highly Cited Researchers  (Clarivate Analytics)
- 2021年 Highly Cited Researchers  (Clarivate Analytics)
- 2022年 日本学士院賞
- 2022年 仁科記念賞

## 著作
- 「スピン流とトポロジカル絶縁体 量子物性とスピントロニクスの発展」 共立出版 2014年
- 「スピン流は科学を書き換える」集英社インターナショナル 2024年